# Hwang Mun-ki
Đây là một tên người Triều Tiên, họ là Hwang.
Hwang Mun-Ki (sinh ngày 8 tháng 12 năm 1996), hay đơn giản Ki, là một cầu thủ bóng đá người Hàn Quốc thi đấu ở vị trí Tiền vệ tấn công cho Académica de Coimbra.

## Sự nghiệp
Vào ngày 16 tháng 9 năm 2015, Ki có màn ra mắt cho Académica de Coimbra trong trận đấu tại Cúp Liên đoàn bóng đá Bồ Đào Nha 2015–16 trước C.S. Marítimo. Anh ra mắt tại Giải bóng đá vô địch quốc gia Bồ Đào Nha debut vào ngày 14 tháng 5 năm 2016 by playing twenty-five minutes in a 0–2 loss against Tondela.